# Haut-Intyamon
Haut-Intyamon är en kommun i distriktet Gruyère i kantonen Fribourg, Schweiz. Kommunen skapades den 1 januari 2002 genom sammanslagningen av de tidigare kommunerna Albeuve, Lessoc, Montbovon och Neirivue. Haut-Intyamon hade 1 691 invånare (2023).